# Австро-турецкая война (1529—1533)
Австро-турецкая война 1529—1533 — первая в длительном ряду войн между Австрией и Османской империей.

## Положение в Венгрии
События этой войны тесно связаны с гражданской войной в Венгрии между Фердинандом I Габсбургом и Яношем Запольяи. После разгрома венгерской армии в битве при Мохаче, и гибели короля Лайоша II, не оставившего детей, часть венгерских магнатов с согласия султана Сулеймана I избрала королём трансильванского воеводу Яноша Запольяи. Эрцгерцог Австрии в силу Венского договора 1515 года также заявил претензии на чешскую и венгерскую короны, и к лету 1528 завоевал Венгрию. Запольяи бежал в Польшу и обратился за помощью в Стамбул. Турки помогли ему отвоевать Верхнюю Венгрию, а сами начали завоевание венгерских владений в Северной Боснии, Славонии и Хорватии.
Фердинанд в 1528 направил в Стамбул посольство с предложением мира, или, хотя бы, трехлетнего перемирия, но также требовал вернуть 24 венгерских города, захваченных османами. 29 мая послы прибыли в турецкую столицу. Турки не признавали Габсбурга венгерским королём, и считали его всего лишь заместителем Карла V, который, не являясь самостоятельным правителем, не имеет права называть себя государем и что-либо требовать. После девяти месяцев заключения послов отправили обратно с ответом, означавшим объявление войны .

## Третий поход Сулеймана
10 мая 1529 200-тыс. армия султана и великого визиря Ибрагим-паши выступила из Стамбула. 18 июля она достигла Мохача, куда прибыл и турецкий вассал Янош Запольяи. 3 сентября султан прибыл к Буде, 8 сентября овладел ею, и 14-го янычары ввели Запольяи в королевский дворец . 26—27 сентября османское войско подошло к Вене в сопровождении флотилии, поднимавшейся по Дунаю. Гарнизон Вены под командованием Филиппа Пфальцского, Вильгельма фон Роггендорфа и Никласа фон Зальма насчитывал около 17 тыс. человек и имел 72 орудия против 300 у противника. В ходе осады турецкая артиллерия проделала в стенах крепости значительные бреши, две мины обрушили стену у Каринтийских ворот, и 10—12 октября османы предприняли трехдневный яростный штурм укреплений. Защитники Вены во главе с фон Зальмом и Иоганном Кацианером отразили эти приступы. Проделав новую широкую брешь, янычары 14 октября тремя колоннами ринулись в новую атаку, но опять были отброшены, несмотря на то, что граф фон Зальм, стоявший в первых рядах оборонявшихся, получил серьезное ранение при взрыве турецкой мины.
Этот штурм был последним. Наступали холода, и янычары, наткнувшись на чрезвычайно упорную оборону, отказывались продолжать осаду. 16 октября султан свернул лагерь и начал отступление. Вену удалось отстоять, но земли Нижней Австрии и Штирии были опустошены до самого Линца, много жителей вырезано и угнано в рабство. Местному ополчению удалось отстоять Верхнюю Австрию: ландвер под командованием Ганса фон Штаремберга отразил попытки 30-тыс. турецкой армии прорваться к Энсу.
По мнению исследователей, неудача похода была предопределена особенностями османской стратегии. Сбор войск начинался в конце года, и только в апреле, по окончании весенней распутицы, армия могла выступить из Стамбула и двигаться на Буду, расстояние до которой по прямой составляло 1000 км. Самое раннее, в июле османы могли достигнуть габсбургской Венгрии, таким образом, для военных действий оставалось около трех с половиной месяцев, так как с началом осенних дождей войска отказывались воевать .

## Четвертый поход Сулеймана
Продолжавшиеся попытки австрийского эрцгерцога Фердинанда овладеть Венгрией, в частности, неудачная осада Буды габсбургским военачальником Роггендорфом в конце 1530 года, побудили султана предпринять новый поход на Вену.
25 апреля 1532 года из Стамбула снова выступила 200-тысячная армия. В Нише к султану прибыли посланцы Фердинанда, пытавшиеся добиться продления Вышеградского перемирия, заключенного с Запольяи. У Белграда к туркам присоединились 30 тысяч крымских татар. На этот раз турки двигались по левому берегу Дравы, через Эсек, Бабочу и Канижу. Одновременно отряды акынджи сильно опустошили Штирию, Каринтию, атаковали Грац, Фридберг, Кирхберг, Хартберг и другие города, прорвались даже в Верхнюю Австрию. Османский летописец с восторгом описывает, как воины разграбили эту богатую страну, «похожую на рай». 
Покорив ряд венгерских крепостей, османское войско 5 августа подошло к Кёсегу (Гюнс), который оборонял гарнизон во главе с Николой Юришичем (700 человек). В ходе знаменитой осады, длившейся с 9 по 31 августа, защитники крепости при поддержке горожан и окрестных жителей отразили два турецких штурма, и только когда подошли к концу боеприпасы и погибла половина гарнизона, сдали Кёсег на выгодных условиях.
Эта осада задержала турецкое наступление, и на Вену султан идти не решился, так как между австрийской столицей и Винер-Нейштадтом стояла 100-тыс. армия Карла V, единственный раз прибывшего для защиты наследственных владений Габсбургов. В сентябре турки двинулись в обратный путь, уводя 30 тысяч рабов, захваченных в Венгрии, Славонии и Штирии.
Имперские войска Иоахима Бранденбургского и Иоганна Кацианера нанесли туркам несколько поражений и заставили противника отступить. 19 сентября в сражении у Леоберсдорфа был окружён и уничтожен 10-тысячный турецкий корпус акынджи Казим-паши.

## Мирный договор
После ухода Сулеймана император распустил войска, даже не пытаясь организовать преследование или действовать в Венгрии против Яноша Запольяи. Фердинанд снова предложил султану заключить мир. Занятый войной в Морее, которую атаковал императорский флот Андреа Дориа, и проектами новой войны с Ираном, султан согласился в январе 1533 на перемирие, а после того как посланец эрцгерцога в знак покорности передал ключи от Эстергома, в июне заключил мирный договор, признав Фердинанда королём Венгрии, равным Яношу Запольяи. Таким образом было признано фактическое разделение Венгрии на две части.

## Итоги
Вскоре султан объявил соглашение 1533 года недействительным. Гражданская война в Венгрии с участием турецких войск продолжалась. В 1538 было подписано мирное соглашение, по которому Фердинанд становился наследником Запольяи. Попытка реализовать условия этого договора привела в 1540 к новой австро-турецкой войне.
Наследные земли Габсбургов подверглись сильному разгрому, что, вероятно, и являлось главной целью османов, так как ослабляло позиции Фердинанда в борьбе за Венгрию. По мнению исследователей, общие потери Австрии и Штирии убитыми и угнанными в рабство в ходе первой австро-турецкой войны составили около 200 тыс. человек, а на восстановление разрушенного хозяйства потребовалось несколько десятилетий.